# Crown Jewel (2023)
L’édition 2023 de Crown Jewel est un Premium Live Event de catch (lutte professionnelle) produit par la World Wrestling Entertainment, une fédération de catch américaine qui est télédiffusée et visible en paiement à la séance sur le WWE Network. L’événement a eu lieu le 4 novembre 2023 au Mohammed Abdu Arena on the Boulevard à Riyad en Arabie Saoudite. Il s'agit de la cinquième édition de Crown Jewel.

## Contexte
Les spectacles de la World Wrestling Entertainment (WWE) sont constitués de matchs aux résultats prédéterminés par les scénaristes de la WWE. Ces rencontres sont justifiées par des storylines – une rivalité avec un catcheur, la plupart du temps – ou par des qualifications survenues dans les shows de la WWE telles que Raw, SmackDown et NXT. Tous les catcheurs possèdent une gimmick, c'est-à-dire qu'ils incarnent un personnage gentil (Face) ou méchant (Heel), qui évolue au fil des rencontres. Un événement comme Crown Jewel est donc un événement tournant pour les différentes storylines en cours.

## Tableau des matchs
| Ordre par numéros | Résultat                                                                    | Stipulation(s)                                            | Temps |
| --- | --------------------------------------------------------------------------- | --------------------------------------------------------- | ----- |
| 1P | Sami Zayn bat JD McDonagh                                                   | Match simple                                              | 9:40  |
| 2 | Seth "Freakin" Rollins (c) bat Drew McIntyre                                | Match simple pour le World Heavyweight Championship       | 18:20 |
| 3 | Rhea Ripley (c) bat Raquel Rodriguez, Nia Jax, Shayna Baszler et Zoey Stark | Fatal 5-Way match pour le WWE Women's World Championship  | 11:15 |
| 4 | Solo Sikoa bat John Cena                                                    | Match simple                                              | 16:10 |
| 5 | Logan Paul bat Rey Mysterio (c)                                             | Match simple pour le WWE United States Championship       | 17:50 |
| 6 | IYO SKY (c) (avec Bayley et Dakota Kai) bat Bianca Belair                   | Match simple pour le WWE Women's Championship             | 15:15 |
| 7 | Cody Rhodes bat Damian Priest                                               | Match simple                                              | 11:10 |
| 8 | Roman Reigns (c) (avec Paul Heyman) bat LA Knight                           | Match simple pour l'Undisputed WWE Universal Championship | 20:10 |
| La lettre C placée entre parenthèses désigne la personne ou l’équipe championne en titre. P – indique que le match a eu lieu lors du pré-show |                                                                             |                                                           |       |

## Annexe